# Itanal, Raybag
Itanal là một làng thuộc tehsil Raybag, huyện Belgaum, bang Karnataka, Ấn Độ.